# Pleurothallis gutierrezii
Pleurothallis gutierrezii är en orkidéart som beskrevs av Carlyle August Luer. Pleurothallis gutierrezii ingår i släktet Pleurothallis och familjen orkidéer.
Artens utbredningsområde är Bolivia. Inga underarter finns listade i Catalogue of Life.